# Суливонг Саванг
Суливонг Саванг (лаос. ເຈົ້າຟ້າຊາຍມົງກຸດຣາຊະກຸມາຣ ສຸລິວົງສ໌ ສະຫວ່າງ; род. 8 мая 1963 года) — лаосский принц, внук последнего короля Лаоса Саванга Ватханы, является претендентом на лаосский трон с 1978 года. Лаос был монархией до 1975 года, когда коммунисты Патет Лао захватили контроль над страной, в результате чего Саванг Ватхана отрекся от престола. Соливонг Саванг живет в изгнании в Париже.

## Биография
Суливонг Хантарин родился 8 мая 1963 года в Королевском дворце в Луангпрабанге. Старший сын наследного принца Вонга Саванга (1931—1978) и наследной принцессы Махнилай (р. 1941).
После коммунистической революции некоторые члены королевской семьи были помещены в лагеря перевоспитания, где, как сообщается, умерли, хотя принц Суфанувонг позже стал президентом недавно созданной республики . Принц Хантаринь бежал из плена в Лаосе вместе со своим младшим братом принцем Таявонгом Савангом в 1981 году, прибыв во Францию в качестве беженцев.

## Образование
Суливонг Саванг учился в Университете Клермон-Феррана во Франции, а также получил юридическое образование.

## Политические устремления
Он работал над восстановлением демократии, а также над «социальными и благотворительными реформами» в Лаосе. «Восстановление монархии будет зависеть от лаосского народа», — сказал он. Его дядя принц Саурявонг Саванг считался главой лаосской королевской семьи и был регентом своего племянника. Существует Королевское лаосское правительство в изгнании.
19 сентября 1997 года Суливонг Хантарин и его дядя принц Саурьявонг Хантарин инициировали Королевскую лаосскую конференцию в Сиэтле, США. В нем приняли участие более пятисот лаосских изгнанников и представителей хмонгов, кму, миен, тайдам и всех этнических меньшинств. Эта конференция учредила Совет лаосских представителей за рубежом.
19 сентября 1999 года в Монреале, Канада, была проведена вторая конференция, чтобы следить за ходом работы LRAC и сосредоточить внимание на некоммерческих организациях для поддержки местного и мирового сообщества посредством развития сообщества, социальных услуг, образования и развития рабочих мест, продвижения культурная деятельность. Суливонг извлек выгоду из роста роялистских настроений в соседнем Таиланде.
Сообщество лаосских изгнанников — 100 000 человек во Франции, 40 000 человек в Австралии и полмиллиона в США — раскололось по этническому признаку между лаосцами и хмонгами. Наследный принц сказал, что говорит обеим группам, что конституционная монархия — их лучшая надежда на единство.

## Личная жизнь
10 ноября 2007 года принц женился на принцессе Чансук Суктала. На церемонии, которая состоялась в Канаде, присутствовало 800 гостей. Невеста, принцесса Чансук, является дочерью бывшего военного прокурора принца Тана Сукталы и принцессы Бунчан Суктала.